# India ai Giochi della XIX Olimpiade
L'India partecipò ai Giochi della XIX Olimpiade che si sono svolti a Città del Messico dal 12 al 27 ottobre 1968, con una delegazione di 25 atleti impegnati in cinque discipline: atletica leggera, lotta, hockey su prato, sollevamento pesi e tiro. Fu la dodicesima partecipazione di questo Paese ai Giochi. Fu conquistata la medaglia di bronzo nell'hockey, dove l'India era campione uscente.

## Medaglie
| Medaglia | Atleta | Sport           | Evento   |
| -------- | --- | --------------- | -------- |
| Bronzo   | Rajendra Christy Gurbux Singh Prithipal Singh Ajitpal Singh Balbir Singh I Balbir Singh II V. J. Peter Harbinder Singh Gogi Singh Tarsem Singh Munir Sait Krishnamurty Perumal Harmik Singh Jagjit Singh Balbir Singh III Inam-ur Rahman | Hockey su prato | Maschile |